# Sven Unger
Sven Unger (ur. 11 lipca 1974) – niemiecki snowboardzista. Nie startował na igrzyskach olimpijskich. Na mistrzostwach świata najlepszy wynik uzyskał na mistrzostwach w Kreischbergu, gdzie zajął 18. miejsce w snowcrossie. Najlepsze wyniki w Pucharze Świata osiągnął w sezonie 2002/2003, kiedy to zajął 12. miejsce w klasyfikacji generalnej.

## Sukcesy

### Mistrzostwa Świata
| Miejsce | Dzień       | Rok  | Miejscowość          | Konkurencja       | Zwycięzca           |
| ------- | ----------- | ---- | -------------------- | ----------------- | ------------------- |
| DNF     | 24 stycznia | 2001 | Madonna di Campiglio | Gigant równoległy | Nicolas Huet        |
| 56.     | 26 stycznia | 2001 | Madonna di Campiglio | Slalom równoległy | Gilles Jaquet       |
| 20.     | 28 stycznia | 2001 | Madonna di Campiglio | Snowboardcross    | Guillaume Nantermod |
| 18.     | 19 stycznia | 2003 | Kreischberg          | Snowboardcross    | Xavier de Le Rue    |

### Puchar Świata

#### Miejsca w klasyfikacji generalnej
- 2000/2001 - 49.
- 2001/2002 - 21.
- 2002/2003 - 12.
- 2003/2004 - -
- 2004/2005 - -
- 2005/2006 - 299.

#### Miejsca na podium
1. Whistler – 8 grudnia 2000 (Snowcross) - 3. miejsce